# Hetaeria occidentalis
Hetaeria occidentalis är en orkidéart som beskrevs av Victor Samuel Summerhayes. Hetaeria occidentalis ingår i släktet Hetaeria och familjen orkidéer. Inga underarter finns listade i Catalogue of Life.